# Edmund Boyle, VIII conte di Cork
Edmund Boyle, VIII conte di Cork e di Orrery (21 ottobre 1767 – Londra, 29 giugno 1856), è stato un ufficiale irlandese.

## Biografia
Era il figlio di Edmund Boyle, VII conte di Cork, e della sua prima moglie, Anne Courtenay.

## Carriera militare
Si arruolò nell'esercito nel 1785. Combatté nella campagna delle Fiandre nel 1791. Ha ottenuto il grado di maggiore nel 1793. Combatté nella cattura di Bergen op Zoom, dove fu fatto prigioniero. Venne promosso al grado di tenente colonnello dell'87º reggimento di fanteria. Ha ottenuto il grado di tenente colonnello nel 1797 al servizio delle Coldstream Guards.
Fu aiutante di campo del re tra il 1798 e il 1805.
Ha combattuto nella Campagna Olanda nel 1799 e nella campagna d'Egitto nel 1801. Venne promosso al grado di maggior generale nel 1805 e al grado di tenente generale nel 1811. Venne promosso al grado di Generale nel 1825.
Fu nominato cavaliere di San Patrizio nel 1835.

## Matrimonio
Sposò, il 9 ottobre 1795, Isabella Henrietta Poyntz (?-29 novembre 1843), figlia di William Poyntz e di Isabella Courtenay. Ebbero cinque figli:
- Edmund William Boyle, visconte Dungarvan (2 ottobre 1798-1º gennaio 1826);
- Charles Boyle, visconte Dungarvan (6 dicembre 1800-25 agosto 1834)
- Lord John Boyle (13 marzo 1803-6 dicembre 1874);
- Lord Robert Edward Boyle (1809-3 settembre 1854), sposò Georgiana Robarts, ebbero tre figli;
- Lord Richard Cavendish Boyle (28 febbraio 1812-30 marzo 1886), sposò Eleanor Vere Gordon, ebbero quattro figli.

## Morte
Morì il 29 giugno 1856 a Hamilton Palace, Londra.

## Ascendenza
|                                  |                   |                                         | Genitori                              |  |  | Nonni |  |  | Bisnonni                          |  |  | Trisnonni                       |  |
|                                  |                   |                                         |                                       |  |  |       |  |  | Charles Boyle, IV conte di Orrery |  |  | Roger Boyle, II conte di Orrery |  |
|                                  |                   |                                         |                                       |  |  |       |  |  | Charles Boyle, IV conte di Orrery |  |  | Roger Boyle, II conte di Orrery |  |
|                                  |                   | Mary Sackville                          |                                       |  |  |       |  |  | Charles Boyle, IV conte di Orrery |  |  |                                 |  |
| John Boyle, V conte di Cork      |                   |                                         |                                       |  |  |       |  |  | Charles Boyle, IV conte di Orrery |  |  |                                 |  |
|                                  |                   | Elizabeth Cecil                         | John Cecil, V conte di Exeter         |  |  |       |  |  |                                   |  |  |                                 |  |
|                                  |                   | Elizabeth Cecil                         | John Cecil, V conte di Exeter         |  |  |       |  |  |                                   |  |  |                                 |  |
|                                  |                   | Elizabeth Cecil                         | Anne Cavendish                        |  |  |       |  |  |                                   |  |  |                                 |  |
| Edmund Boyle, VII conte di Cork  |                   | Elizabeth Cecil                         |                                       |  |  |       |  |  |                                   |  |  |                                 |  |
|                                  |                   | John Hamilton                           | William Hamilton                      |  |  |       |  |  |                                   |  |  |                                 |  |
|                                  |                   | John Hamilton                           | William Hamilton                      |  |  |       |  |  |                                   |  |  |                                 |  |
|                                  |                   | John Hamilton                           | Margaret Galbraith                    |  |  |       |  |  |                                   |  |  |                                 |  |
| Margaret Hamilton                |                   | John Hamilton                           |                                       |  |  |       |  |  |                                   |  |  |                                 |  |
|                                  |                   | Lucy Dopping                            | Anthony Dopping                       |  |  |       |  |  |                                   |  |  |                                 |  |
|                                  |                   | Lucy Dopping                            | Anthony Dopping                       |  |  |       |  |  |                                   |  |  |                                 |  |
|                                  |                   | Lucy Dopping                            | Jane Molyneux                         |  |  |       |  |  |                                   |  |  |                                 |  |
| Edmund Boyle, VIII conte di Cork |                   | Lucy Dopping                            |                                       |  |  |       |  |  |                                   |  |  |                                 |  |
|                                  | William Courtenay | Humphrey Courtenay                      |                                       |  |  |       |  |  |                                   |  |  |                                 |  |
|                                  | William Courtenay | Humphrey Courtenay                      |                                       |  |  |       |  |  |                                   |  |  |                                 |  |
|                                  | William Courtenay | Alice Courtenay                         |                                       |  |  |       |  |  |                                   |  |  |                                 |  |
| Kelland Courtenay                | William Courtenay |                                         |                                       |  |  |       |  |  |                                   |  |  |                                 |  |
|                                  |                   | Susanna Kelland                         | John Kelland                          |  |  |       |  |  |                                   |  |  |                                 |  |
|                                  |                   | Susanna Kelland                         | John Kelland                          |  |  |       |  |  |                                   |  |  |                                 |  |
|                                  |                   | Susanna Kelland                         | Bridget Fownes                        |  |  |       |  |  |                                   |  |  |                                 |  |
| Anne Courtenay                   |                   | Susanna Kelland                         |                                       |  |  |       |  |  |                                   |  |  |                                 |  |
|                                  |                   | Edward Montagu, visconte Hinchingbrooke | Edward Montagu, III conte di Sandwich |  |  |       |  |  |                                   |  |  |                                 |  |
|                                  |                   | Edward Montagu, visconte Hinchingbrooke | Edward Montagu, III conte di Sandwich |  |  |       |  |  |                                   |  |  |                                 |  |
|                                  |                   | Edward Montagu, visconte Hinchingbrooke | Elizabeth Wilmot                      |  |  |       |  |  |                                   |  |  |                                 |  |
| Elizabeth Montagu                |                   | Edward Montagu, visconte Hinchingbrooke |                                       |  |  |       |  |  |                                   |  |  |                                 |  |
|                                  |                   | Elizabeth Popham                        | Alexander Popham                      |  |  |       |  |  |                                   |  |  |                                 |  |
|                                  |                   | Elizabeth Popham                        | Alexander Popham                      |  |  |       |  |  |                                   |  |  |                                 |  |
|                                  |                   | Elizabeth Popham                        | Anne Montagu                          |  |  |       |  |  |                                   |  |  |                                 |  |
|                                  |                   | Elizabeth Popham                        |                                       |  |  |       |  |  |                                   |  |  |                                 |  |